# Noah and the Whale/Diskografie
Diese Diskografie ist eine Übersicht über die musikalischen Werke der britischen Indie-Band Noah and the Whale. Den Schallplattenauszeichnungen zufolge hat sie bisher mehr als 1,7 Millionen Tonträger verkauft. Ihre erfolgreichste Veröffentlichung ist die Single 5 Years Time mit über 600.000 verkauften Einheiten.

## Alben

### Studioalben
| Jahr | Titel                            | Höchstplatzierung, Gesamtwochen, AuszeichnungChartplatzierungen (Jahr, Titel, Platzierungen, Wochen, Auszeichnungen, Anmerkungen) | Höchstplatzierung, Gesamtwochen, AuszeichnungChartplatzierungen (Jahr, Titel, Platzierungen, Wochen, Auszeichnungen, Anmerkungen) | Höchstplatzierung, Gesamtwochen, AuszeichnungChartplatzierungen (Jahr, Titel, Platzierungen, Wochen, Auszeichnungen, Anmerkungen) | Anmerkungen                           |
| Jahr | Titel                            | US | UK | IE | Anmerkungen                           |
| ---- | -------------------------------- | --- | --- | --- | ------------------------------------- |
| 2008 | Peaceful, the World Lays Me Down | — | UK5 Gold · (10 Wo.)UK | IE32 (7 Wo.)IE | Erstveröffentlichung: 11. August 2008 |
| 2009 | The First Days of Spring         | — | UK16 Gold · (3 Wo.)UK | IE19 (4 Wo.)IE | Erstveröffentlichung: 21. August 2009 |
| 2011 | Last Night on Earth              | US135 (1 Wo.)US | UK8 Platin · (62 Wo.)UK | IE11 Gold · (46 Wo.)IE | Erstveröffentlichung: 7. März 2011    |
| 2013 | Heart of Nowhere                 | — | UK13 (5 Wo.)UK | IE18 (2 Wo.)IE | Erstveröffentlichung: 6. Mai 2013     |

### EPs
- 2008: Noah and the Whale Presents the A Sides
- 2011: iTunes Festival: London 2011

## Singles
| Jahr | Titel Album                                        | Höchstplatzierung, Gesamtwochen, AuszeichnungChartplatzierungen (Jahr, Titel, Album, Platzierungen, Wochen, Auszeichnungen, Anmerkungen) | Höchstplatzierung, Gesamtwochen, AuszeichnungChartplatzierungen (Jahr, Titel, Album, Platzierungen, Wochen, Auszeichnungen, Anmerkungen) | Anmerkungen                            |
| Jahr | Titel Album                                        | UK | IE | Anmerkungen                            |
| ---- | -------------------------------------------------- | --- | --- | -------------------------------------- |
| 2007 | 5 Years Time Peaceful, the World Lays Me Down      | UK7 Platin · (16 Wo.)UK | IE10 (12 Wo.)IE | Erstveröffentlichung: 22. Oktober 2007 |
| 2008 | Shape of My Heart Peaceful, the World Lays Me Down | UK94 (1 Wo.)UK | — | Erstveröffentlichung: 5. Mai 2008      |
| 2009 | Blue Skies The First Days of Spring                | UK95 (1 Wo.)UK | — | Erstveröffentlichung: 23. August 2009  |
| 2011 | L.I.F.E.G.O.E.S.O.N. Last Night on Earth           | UK14 Platin · (25 Wo.)UK | IE26 (16 Wo.)IE | Erstveröffentlichung: 21. Januar 2011  |
| 2011 | Tonight’s the Kind of Night Last Night on Earth    | UK67 (5 Wo.)UK | — | Erstveröffentlichung: 15. Mai 2011     |

Weitere Singles
- 2008: 2 Bodies 1 Heart
- 2011: Life is Life
- 2011: Waiting For My Chance to Come
- 2013: There Will Come a Time
- 2013: Lifetime

## Musikvideos
| Jahr | Titel                         |
| ---- | ----------------------------- |
| 2007 | 5 Years Time                  |
| 2008 | 2 Bodies 1 Heart              |
| 2008 | Shape of My Heart             |
| 2011 | L.I.F.E.G.O.E.S.O.N           |
| 2011 | Tonight’s the Kind of Night   |
| 2011 | Life is Life                  |
| 2011 | Waiting For My Chance to Come |
| 2013 | There Will Come a Time        |
| 2013 | Lifetime                      |

## Statistik

### Chartauswertung
|                     | US    | UK    | IE    |
| ------------------- | ----- | ----- | ----- |
| Nummer-eins-Alben   | US—US | UK—UK | IE—IE |
| Top-10-Alben        | US—US | UK2UK | IE—IE |
| Alben in den Charts | US1US | UK4UK | IE4IE |

|                       | UK    | IE    |
| --------------------- | ----- | ----- |
| Nummer-eins-Singles   | UK—UK | IE—IE |
| Top-10-Singles        | UK1UK | IE1IE |
| Singles in den Charts | UK5UK | IE2IE |

### Auszeichnungen für Musikverkäufe
Anmerkung: Auszeichnungen in Ländern aus den Charttabellen bzw. Chartboxen sind in ebendiesen zu finden.
| Land/RegionAuszeichnungen für Musikverkäufe (Land/Region, Auszeichnungen, Verkäufe, Quellen) | Gold     | Platin     | Verkäufe  | Quellen        |
| -------------------------------------------------------------------------------------------- | -------- | ---------- | --------- | -------------- |
| Irland (IRMA)                                                                                | Gold1    | —          | 7.500     | irishcharts.ie |
| Vereinigtes Königreich (BPI)                                                                 | 2× Gold2 | 3× Platin3 | 1.700.000 | bpi.co.uk      |
| Insgesamt                                                                                    | 3× Gold3 | 3× Platin3 |           |                |